# Quaderni Padani
Quaderni Padani è stata una rivista bimestrale attiva dall'estate 1995, inizialmente come bollettino a diffusione interna fino al numero 7, a dicembre 2015.
È stata pubblicata dall'Associazione culturale “La Libera Compagnia Padana” e ha ospitato interventi sulle temi relativi alla cultura, storia, tradizioni e politica delle regioni padano-alpine. La rivista è citata in molti gli studi che si occupano delle vicende dell'autonomismo in Italia.
Attenzione particolare era stata posta nella ricostruzione della storia dei movimenti autonomisti nelle regioni padano-alpine e nell'esame approfondito di tutte le iniziative di riforma federalista. Una speciale sezione si occupava della raccolta sistematica di tutte le statistiche che avevano rilevanza per la cultura identitaria.

## Storia
La rivista nacque dall'idea di Gilberto Oneto. Fra i suoi primi collaboratori vi fu Gianfranco Miglio, cui sono stati dedicati quattro numeri monografici della rivista.
Negli ultimi anni la rivista si era trasformata in una collana di libri monotematici.
L'ultimo numero dei Quaderni Padani, il numero 111/112, uscì nel novembre-dicembre 2015. Con la scomparsa di Gilberto Oneto nello stesso anno, l'archivio della rivista e dell'Associazione culturale “La Libera Compagnia Padana" diventa gestito dall'associazione che porta il nome del fondatore.

## Direttori
- Direttore responsabile: Alberto E. Cantù (dal n. 8)
- Direttore editoriale: Gilberto Oneto (dal n. 8)